# Bardo (Yoga)
| Tibetische Bezeichnung                   |
| ---------------------------------------- |
| Tibetische Schrift: བར་དོ་                |
| Wylie-Transliteration: bar do            |
| Aussprache in IPA: [pʰàrtò]              |
| Offizielle Transkription der VRCh: Pardo |
| Andere Schreibweisen: Pardo              |
| Chinesische Bezeichnung                  |
| Traditionell: 中有                       |
| Vereinfacht: 中有                        |

Bardo (tibetisch für „Zwischenzustand, Einbeziehung, Versetzung, innewohnende Gegebenheit des Geistes“; Sanskrit अन्तर्भाव IAST antarbhāva) ist die Bezeichnung für die nach der Lehre des Tibetischen Buddhismus möglichen Bewusstseinszustände, im Diesseits wie im Jenseits. Das Tibetische Totenbuch enthält Beschreibungen des Tschikhai-Bardo, Tschönyi-Bardo und Sidpa-Bardo.
Die Sechs Yogas von Naropa verbinden jeden der sechs Bardos mit einer Yoga- und Meditationstechnik:
- Tummo {\displaystyle \triangleright } Shinay-Bardo
- Milam {\displaystyle \triangleright } Milam-Bardo
- Ösel {\displaystyle \triangleright } Samten-Bardo
- Phowa {\displaystyle \triangleright } Tschikhai-Bardo
- Bardo {\displaystyle \triangleright } Tschönyi-Bardo
- Gyulü {\displaystyle \triangleright } Sipa-Bardo

Ziel dieser Yogas ist es, die in den Bardos auftretenden Phänomene als Projektionen des eigenen Geistes zu erkennen, um so Saṃsāra (Kreislauf von Geburt, Leben, Tod und Wiedergeburt) zu verlassen und Nirvāṇa zu erreichen.
Aus der Erkenntnis der illusionären Natur der Phänomene in den Bardos folgt die Erfahrung der letztendlichen Natur der Dinge und damit die Große Befreiung.

## Herkunft
Die inhaltlichen Wurzeln des Begriffes „Bardo“ finden sich in zahlreichen spirituellen Traditionen des mittleren und fernen Ostens. Die Unterscheidung verschiedener Stufen des Seins im Leben und im Tode finden sich u. a. im sog. Ägyptischen Totenbuch, welches in seinen frühesten Teilen ca. 2.500 v. Chr. entstand, sowie in den Upanischaden, die als Teil der hinduistischen Veden auf ca. 800–500 v. Chr. datiert werden.
Im dreiteiligen Pali-Kanon, der ältesten, geschlossen tradierten Reihe verschriftlichter Lehr- und Ordensregeln des Buddha Siddhartha Gautama, der die Grundlage der ältesten Schule des Buddhismus, des Theravada darstellt, wird innerhalb der Textzusammenstellung der mittellangen Lehrreden, der Majjhima-Nikaya, neben Vater und Mutter eine dritte, jenseitige Wesenheit als Notwendigkeit vorausgesetzt. Diese Textstelle galt den Befürwortern der Zwischenexistenz-Theorie als hinreichender Beleg derselben und wurde Ausgangspunkt interschulischer Diskussionen.
Auch um das 1. Jahrhundert herum wird im „Großen Kommentar“ der buddhistischen Sarvastivada-Schule die Existenz des Zwischenzustandes als gegeben postuliert.
Begrifflich nachweisbar sind die „Bardos“ zuerst bei dem buddhistischen Philosophen Nagarjuna (ca. 2. Jahrhundert). Umfassend erläutert brachte jedoch erst der  Volksheilige der Tibeter, Padmasambhava (8. bis 9. Jahrhundert) der Legende nach das Wissen über die Zwischenzustände nach Tibet, in Form des bei uns unter dem Titel „Totenbuch der Tibeter“ bekannten Bardo Thödröl. In einen systematischen, erfahrungsreligiösen Zusammenhang wurden sie schließlich von dem tibetischen Meister Nāropa (11. Jahrhundert) gebracht. In seinen Sechs Yogas von Naropa dokumentierte er das Lehrkonstrukt von den Stufen des Bewusstseins im Zusammenhang mit begleitenden Meditationstechniken.
Auch die Dzogchen-Tradition hat die Kenntnisse der Bewusstseinszustände des menschlichen Geistes in eigenen Übertragungslinien erhalten und weitergegeben.

## Systematik
Die Bardos werden üblicherweise in sechs übergeordnete Kategorien unterteilt. Daneben gibt es auch weniger differenzierende Systematisierungen mit nur drei bis vier unterschiedlichen Zuständen.
1. Shinay-Bardo, der natürliche Zustand des Geburtsortes (tibetisch རང་བཞིན་སྐྱེ་གནས་ཀྱི་བར་དོ་ Wylie rang bzhin skye gnas kyi bar do, Sanskrit चण्ड अन्तर्भाव IAST jāti-antarābhava)
 Hier ist der Zustand des „normalen“ Wachbewusstseins gemeint, welcher dem Menschen gemeinhin als der bekannteste gilt. Die diesem Bardo zugeordnete, erwünschte Haltung erwirbt der Praktizierende durch Achtsamkeits-Übungen, die ein geschärftes Seinsgefühl hervorrufen sollen. Im Shinay-Bardo ist das Anhaften an Konzepten und Materiellem besonders stark ausgeprägt und sollte aufgegeben werden.
2. Milam-Bardo, der Zustand des Träumens (tibetisch རྨི་ལམ་གྱི་བར་དོ་ Wylie rmi lam gyi bar do, Sanskrit स्वप्नअन्तर्भाव IAST svapnāntarābhava)
 Der den meisten Menschen zweit-geläufigste Bewusstseinszustand ist der des Träumens. Er tritt üblicherweise während der sogenannten REM-Schlafphasen auf. Durch spezielles Training soll erreicht werden, dass Denken und „Handeln“ auch im Traum bewusst gesteuert werden können (Klartraum). Das Loslassen des Konzepts eines eigenen Körpers mit den durch Rezeption und Motorik einhergehenden Beschränkungen zu Gunsten einer Fokussierung auf Kognition und Assoziation lassen im Geist die Dreiheit von Subjekt, Objekt und Aktivität verschmelzen.
3. Samten-Bardo, der Zustand des ekstatischen Gleichgewichtes während tiefer Meditation (tibetisch ཏིང་ངེ་འཛིན་བསམ་གཏན་གྱི་བར་དོ་ Wylie ting nge ’dzin bsam gtan gyi bar do, Sanskrit समाधि अन्तर्भाव IAST samādhi-antarābhava)
 Dieser Zustand ist am ehesten vergleichbar mit einer formlosen Seins-Erfahrung klaren Gewahrseins.
4. Tschikhai-Bardo, der (schmerzvolle) Zustand im Augenblick des Todes (tibetisch འཆི་ཁའི་བར་དོ་ (འཆི་ཁ་སྡུག་བསྔལ་གྱི་བར་དོ་ Wylie ’chi kha’i bar do), sanskrit IAST-Transliteration mumūrṣāntarābhava)
 Bei diesem Zustand geht es um die Zeit kurz vor, während und kurz nach dem medizinischen Tod. Die unterschiedliche Erfahrbarkeit dieser Periode ist wesentlich determiniert durch die Festigkeit des vorab verinnerlichten Wissens darüber. Sehr weitgehende, simulative und dadurch für das leibliche Wohlbefinden nicht ungefährliche Meditationstechniken erlauben es, sich schon während der Lebensspanne mit den Umständen dieses Bardos vertraut zu machen. Schwerpunkte dabei sind zum einen die Fähigkeit zur angemessenen, eigenen Vorbereitung auf den unmittelbar bevorstehenden Tod, zum zweifelsfreien Erkennen (Todesanzeichen) des Eintretens desselben, sowie die „richtige“ Verhaltensweise danach.
5. Tschönyi-Bardo, der Zustand des Erlebens der Wirklichkeit (tibetisch ཆོས་ཉིད་བར་དོ་ Wylie chos nyid bar do, Sanskrit धर्मअन्तर्भाव IAST dharmatāntarābhava)
 Endgültig vom lebenden, menschlichen Körper getrennt, sieht sich die verbleibende Entität innerhalb von symbolischen 14 Tagen zahlreichen Herausforderungen der Konfrontation mit vom eigenen Geist geschaffenen positiven sowie negativen Aspekten bzw. Archetypen (im Tibetischen Totenbuch: 42 friedvolle und 58 zornige Gottheiten) seiner selbst gegenübergestellt. Diese als selbstgeschaffene Illusion zu erkennen, ist ein wesentliches Ziel dieses Bardos.
6. Sipa-Bardo, Wiederverkörperung in Saṃsāra (tibetisch སྲིད་པའི་བར་དོ Wylie ་’srid pa’i bar do, Sanskrit भावअन्तर्भाव bhavāntarābhava)
 Falls die im Tschönyi-Bardo auftretenden Phänomene nicht als Projektionen des eigenen Geistes erkannt werden, manifestiert sich im Sipa-Bardo (Bardo des Werdens), die Wiedergeburt in einem der Sechs Daseinsbereiche. Nach einem Totengericht unter dem Vorsitz von Yama durchläuft der Verstorbene die durch sein Karma erzeugten Phänomene dieses Bardos. Yama soll als Projektion des eigenen Geistes erkannt werden um Befreiung zu erlangen. Die Qualia während des Sipa-Bardo reichen je nach Karma von sehr angenehm bis alptraumhaft. Der Sipa-Bardo endet immer mit der Wiedergeburt entweder in den Milam-Bardo, bei Eintritt in einem Mutterleib, oder den Shinay-Bardo bei einer spontanen Geburt in einen Götter- oder Höllenbereich. Die kurz vor der Wiedergeburt stehende Person wird aufgrund ihres Karma entweder als Kind ihrer zukünftigen Eltern oder spontan in einem der Sechs Daseinsbereiche wiedergeboren. Die Qualia des Verstorbenen beim Wiedereintritt in den Shinay-Bardo oder den Milam-Bardo entsprechen denen des Sterbeprozesses in umgekehrter Reihenfolge. Die letzte Wahrnehmung an der Grenze des Sipa-Bardo ist identisch mit der des Tschikhai-Bardo: „Und so beginnt das Leben wie es endet: Mit der Wahrnehmung des Klaren Lichts.“

Allen Bardos gemeinsam ist der Lehre nach, dass sie mehr oder weniger offensichtliche und unterschiedliche Möglichkeiten der Befreiung bieten, die jedoch aktiv vom Individuum ergriffen werden müssen.

## Forschung
Die verschiedenen Stufen von Bardos erfahren in den Natur- und Geisteswissenschaften unterschiedliche Beachtung. Während die materiellen Vorgänge des Lebens – Traum- und meditative Zustände eingeschlossen – durch Medizin, Psychologie, Physik und Chemie heute schon z. T. sehr weit erfasst sind, werfen Fragen bezüglich eines wie auch immer gearteten außerexistenziellen Daseins zumindest aus heutiger Sicht unüberwindliche, erkenntnistheoretische Hürden auf, die u. a. auch in fehlenden, geeigneten, methodologischen Ansätzen begründet sind. Das systematische Sammeln und Auswerten von authentischen Berichten und historischen Niederschriften über Nahtod-Erfahrungen und außerkörperliche Erfahrungen ist eine erste Auseinandersetzung mit der Thematik, mit Nähe zur umstrittenen Parapsychologie.
Bekannte Wissenschaftler, wie der Schweizer Mediziner und Psychologe Carl Gustav Jung, der amerikanische Philosoph Ken Wilber und der tschechische Medizinphilosoph, Psychotherapeut und Psychiater Stanislav Grof haben sich mit einzelnen oder auch allen Bardos auseinandergesetzt und durch ihre z. T. umfangreiche Arbeit daran wertvolle Dienste zum Verständnis derselben geleistet.

### Deutsche Bücher
- Dalai Lama: Der Weg zum sinnvollen Leben: Das Buch vom Leben und Sterben. 1. Auflage. Herder, Freiburg 2006, ISBN 3-451-05642-9.
- Alexandra David-Néel: Heilige und Hexer. Glaube und Aberglaube im Lande des Lamaismus. W.A. Brockhaus, Leipzig 1931, DNB 572674171.
- Alexandra David-Néel: Mein Weg durch Himmel und Höllen. Fischer, Frankfurt am Main 2007, ISBN 978-3-596-16458-5.
- Walter Y. Evans-Wentz: Milarepa, Tibets großer Yogi. O.W. Barth, Frankfurt am Main 1998, ISBN 3-502-65191-4.
- Walter Y. Evans-Wentz: Das tibetanische Totenbuch oder Die Nach-Tod-Erfahrung auf der Bardo-Stufe. Artemis & Winkler, Düsseldorf 2003, ISBN 3-538-07173-X.
- Ingrid Fischer-Schreiber, Franz-Karl Ehrhard, Michael S. Diener: Lexikon der östlichen Weisheitslehren. 4. Auflage. O.W. Barth, Frankfurt am Main 1997, ISBN 3-502-67403-5.
- Francesca Fremantle: Das Totenbuch der Tibeter. (= Diederichs Gelbe Reihe. Band 6). Diederichs, München 2002, ISBN 3-424-00506-1.
- Stanislaw Grof: Das Abenteuer der Selbstentdeckung: Heilung durch veränderte Bewußtseinszustände. Ein Leitfaden. Rowohlt, Hamburg 2001, ISBN 3-499-19640-9.
- Stanislaw Grof: Topographie des Unbewussten. 7. Auflage. Klett-Cotta, Stuttgart 1998, ISBN 3-608-95232-2.
- Monika Hauf: Das Tibetanische Totenbuch. 4. Auflage. Piper, München 2005, ISBN 3-492-23694-4.
- Jolande Jacobi: Die Psychologie von C. G. Jung: Eine Einführung in das Gesamtwerk. 21. Auflage. Fischer, Frankfurt am Main 2006, ISBN 3-596-26365-4.
- Philip Kapleau: Das Zen-Buch vom Leben und vom Sterben. O. W. Barth bei Scherz, Frankfurt am Main 2001, ISBN 3-502-61057-6.
- Gregoire Kolpaktchy: Das Ägyptische Totenbuch. 6. Auflage. O. W. Barth bei Scherz, Frankfurt am Main 1979.
- Chökyi Nyima Rinpoche: Das Bardo-Buch: Ein Führer durch Leben, Tod und Wiedergeburt. Schirner, Darmstadt 2008, ISBN 978-3-89767-618-3.
- Sogyal Rinpoche: Das tibetische Buch vom Leben und Sterben. Ein Schlüssel zum tieferen Verständnis von Leben und Tod. Scherz, Frankfurt am Main 1999, ISBN 3-502-67008-0.
- Ken Wilber: Das Spektrum des Bewußtseins. 6. Auflage. Rowohlt, Hamburg 2003, ISBN 3-499-18593-8.
- Ken Wilber: Integrale Psychologie: Geist, Bewußtsein, Psychologie, Therapie. Arbor, Freiburg 2001, ISBN 3-924195-69-2.
- Kay Zumwinkel: Die Lehrreden des Buddha aus der Mittleren Sammlung: Majjhima Nikaya; 3 Bände. Jhana-Verlag, Oy-Mittelberg 2001, ISBN 3-931274-13-6.

### Anderssprachige Bücher
- André Bareau: Les sectes bouddhiques du Petit Véhicule. École Francaise d’Extreme-Orient, Saigon 1955, OCLC 760543447.
- J. H. Brennan: Tibetan magic and mysticism. Llewellyn Worldwide, Woodbury MN 2006, ISBN 0-7387-0713-9.
- Glenn H. Mullin: The Practice of the Six Yogas of Naropa. Snow Lion Publications, Ithaca NY 2006, ISBN 1-55939-256-8.
- Glenn H. Mullin: The Six Yogas of Naropa: Tsongkhapa’s Commentary. Snow Lion Publications, Ithaca NY 2005, ISBN 1-55939-234-7.

### Internet
- Erläuterungen zu den Bardos von Lopön Tsechu Rinpoche auf Buddhismus heute
- www.bardo.org – The Bardo of Death Studies, eine Seite, die sich dem Thema systematisch zu nähern versucht
- The six bardos. Niederschrift einer 1982 erfolgten Belehrung von Kalu Rinpoche
- Chapter 6: The Tibetan After-Life. Teil einer Website zum vergleichenden Verständnis verschiedener spiritueller Traditionen zum Thema „Tod“